# Mount Rhone
Mount Rhone ist ein 2020 m hoher Berg im Australischen Antarktis-Territorium. Er ist der höchste Gipfel des Bucknell Ridge im nordöstlichen Teil der Britannia Range.
Das Advisory Committee on Antarctic Names benannte ihn im Jahr 2000 nach Christopher M. Rhone (1949–2008), Kommunikationsoffizier der Unterstützungseinheiten der United States Navy in Antarktika von 1992 bis 1994 und Leiter der Informationssysteme beim Unternehmen Antarctic Support Associates von 1994 bis 2000.